# チャン・ジニョン
チャン・ジニョン（장진영、張眞英、1972年6月14日 - 2009年9月1日）は、韓国の女優。
元国会議員の金琫鎬は義父。

## 生涯
全羅北道（現・全北特別自治道）の任実郡に生まれ、同・全州市で育った。
1993年、ミス・コリア大田・忠南大会で「眞」に選ばれ、芸能界入りした。その後、モデルとして活動を行い、1997年、KBSドラマ『僕の中の天使』で女優としてのキャリアをスタートさせた。
1997年～1999年はドラマを、1999年からは映画を中心に活動した。2003年、映画『菊花の香り』『シングルズ』でその名を知らしめ、2005年には日韓合作の映画『青燕』の主演を務めた。2007年にはSBSドラマ『ロビイスト』で主演を務め華々しいドラマ復帰を飾ったが、2008年9月に胃癌の診断を受け、闘病中だった2009年9月1日、37歳の若さでこの世を去った。

## 出演作品

### ドラマ
- 僕の中の天使(1997年、KBS)
- 男3人、女3人(1997年、MBC)
- 伝説の故郷(1997年、KBS)
- お父さんを探して下さい(1998年、KBS)
- 順風産婦人科(1998年、SBS)
- 心は清くなくちゃ(1998年、MBC)
- 恥ずかしがり屋な恋人(1998年、MBC)
- 生き生き 孫子の兵法(1998年、KBS)
- 夢見るクリスマス(1998年、MBC)
- 時だけが流れていくのだろうか(1999年、MBC)
- うさぎ、狐に勝つ(1999年、MBC)
- ロビイスト(2007年、SBS)

### 映画
- 愛のゴースト(1999年)
- 反則王(2000年)
- サイレン(2000年)
- 鳥肌(2001年)
- オーバー・ザ・レインボー(2002年)
- 菊花の香り 世界でいちばん愛されたひと(2003年)
- シングルズ(2003年)
- 青燕(2005年)
- 愛と憎しみの間で(2006年)